# Медаља за изузетне резултате у војној служби
Медаља за изузетне резултате у војној служби јесте медаља коју додељује Република Србија за сјајне резултате у току војне службе. 
Ова војна спомен-медаља може се доделити највише три пута у једној категорији: једна вертикална линија – први пут додељена, две вертикалне линије – други пут и три вертикалне линије – трећи пут додељена.

## Опис медаље
Мотив на војној спомен-медаљи за изузетне резултате у војној служби за официра, подофицира, професионалног војника и војног односно државног службеника и војног намештеника односно намештеника је стилизовани приказ ознаке припадности Војсци Србије, у складу са Правилом о грбу Војске Србије, војним заставама, војним ознакама и другим симболима и обележјима Војске Србије.
Медаље су израђене у боји патинираног злата, оивичене стилизованим приказом ловоровог венца.
На аверсу медаље за изузетне резултате у војној служби које се додељују официру, подофициру, професионалном војнику и војном односно државном службенику и војном намештенику односно намештенику је стилизовани приказ ознаке припадности Војсци Србије. Поред ознаке припадности Војсци Србије, с десне стране, у полукругу је ловорова гранчица, а с леве стране храстова гранчица, у боји патинираног злата.
На реверсу медаље налази се натпис: „ЗА ИЗУЗЕТНЕ РЕЗУЛТАТЕ У ВОЈНОЈ СЛУЖБИ“.
Трака је тамноплаве боје, оивичена црвеном бојом са обе стране и по средини проткана вертикалном линијом у боји патинираног злата – за официра, у боји патинираног сребра – за подофицира и црвене боје – за професионалног војника.
Трака је тамноплаве боје, оивичена белом бојом са обе стране и по средини проткана вертикалном линијом у боји патинираног злата – за војне и државне службенике и у боји патинираног сребра – за војне намештенике и намештенике.
На врпце се поставља апликација – вертикална линија у боји патинираног злата за официре и војне и државне службенике; у боји патинираног сребра за подофицире, војне намештенике и намештенике и црвене боје за професионалне војнике.